# Phostria ledereralis
Phostria ledereralis là một loài bướm đêm trong họ Crambidae.